# نقش‌برجسته‌های تنگ سولک
نقوش برجسته تنگ سولک مربوط به دوره اشکانیان است و در شهرستان بهمئی، بخش مرکزی، شهر  لیکک واقع شده و این اثر در تاریخ ۲۹ آذر ۱۳۱۶ با شمارهٔ ثبت ۳۱۰ به‌عنوان یکی از آثار ملی ایران به ثبت رسیده‌است.
تنگه سولک یکی از زیباترین مناطق دیدینی استان و نیز شهرستان بهمنی است این تنگه برف گیر در زمستان دارای درختان کاج و سرو و بلوط می‌باشد و سنگ نبشته‌ای دوره اشکانی در این تنگه قرار دارد فاصله آن از مرکز شهر لیکک حدودا ۳۰ کیلومتر می‌باشد و هر ساله میزبان هزاران گردشگر نوروزی می‌باشد. 

## نگارخانه

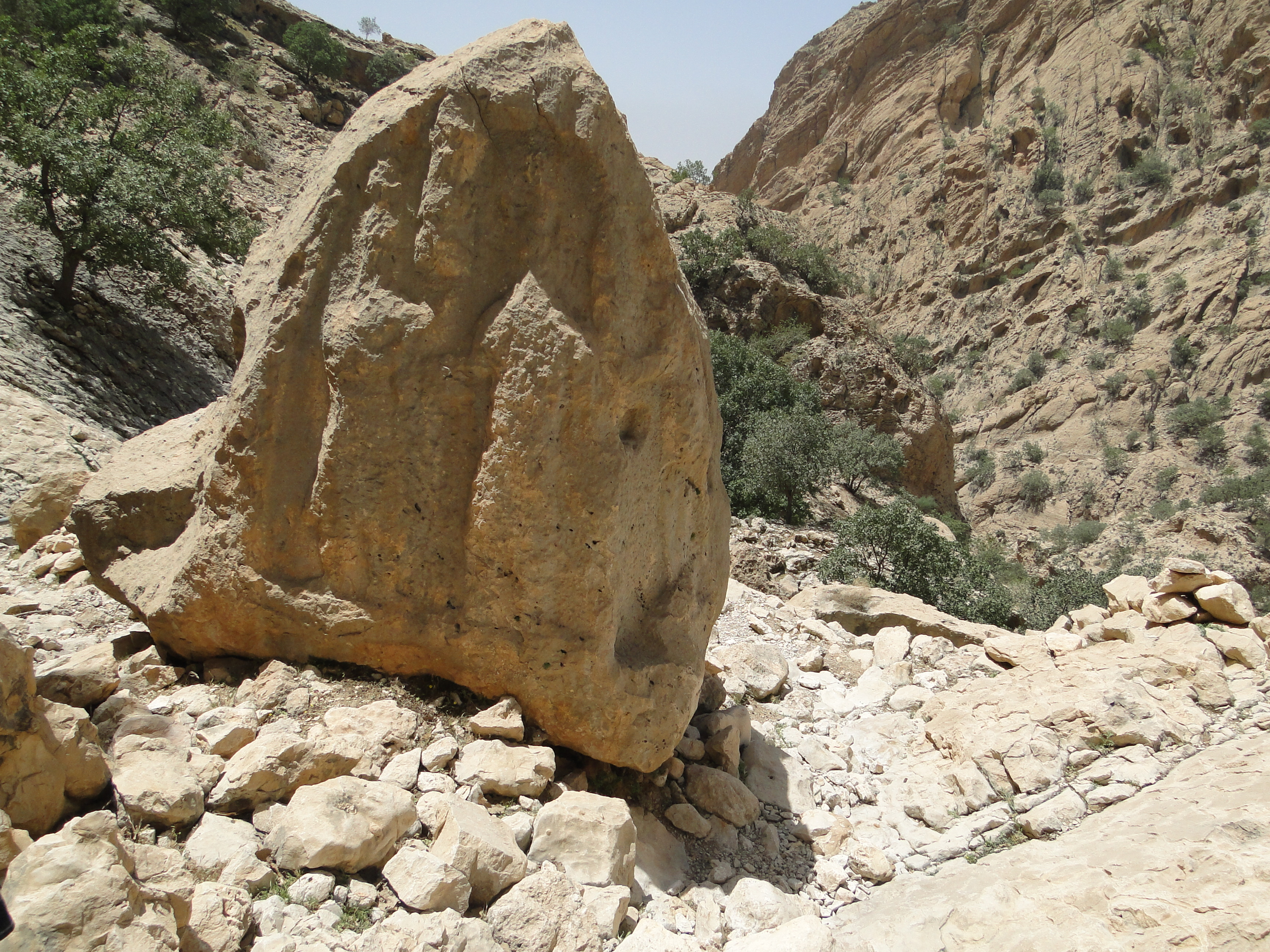
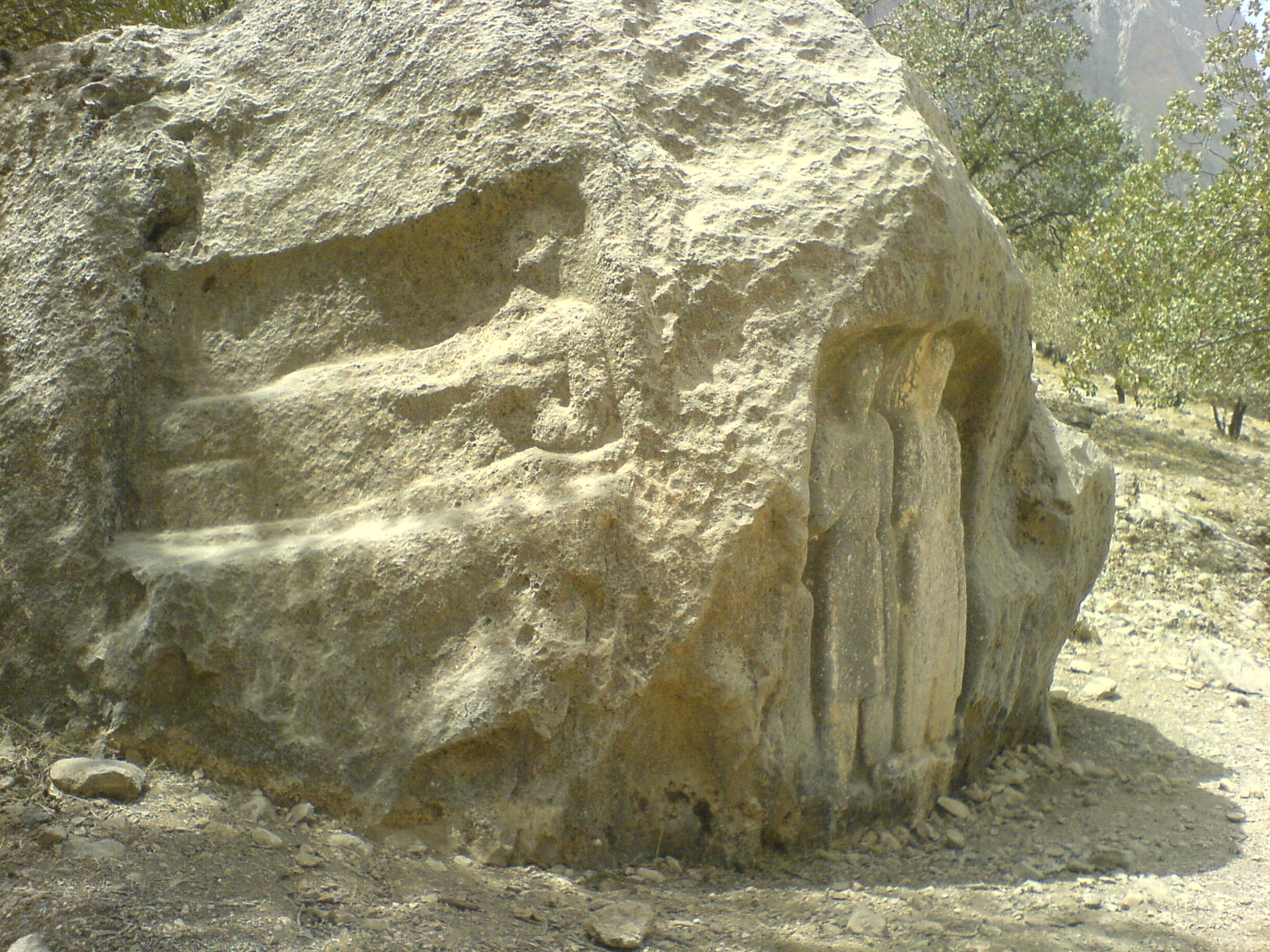
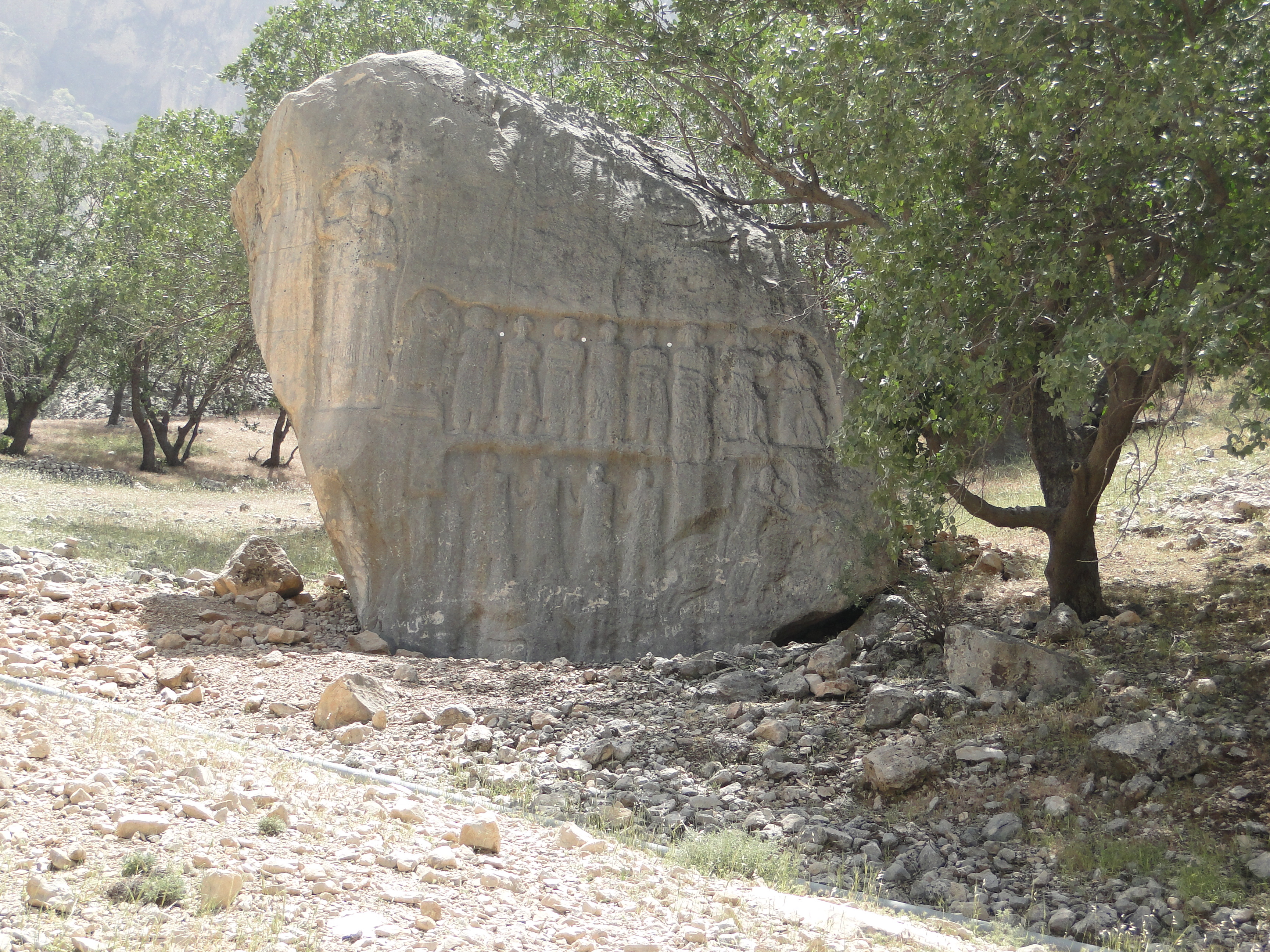